# Musée de Vulliod Saint-Germain
Le musée Vulliod Saint-Germain a été créé en 1942 à la suite de la donation consentie par François de Vulliod à la ville de Pézenas, à la condition exprès que ce lieu soit consacré à un musée.

## Histoire
François, baron de Vulliod avait hérité de cet hôtel de la comtesse Aymé Lefebvre de Saint-Germain née Antoinette Laget, sa cousine, tous deux descendants d'une famille piscénoise établie depuis la fin du XVIIe siècle, les Gaujal. Leur portrait peut être vu dans l'entrée du musée, ainsi que celui d'Édith de Romeuf épouse de Vulliod.
L'hôtel qui abrite le musée date du XVIe siècle. Il a cependant été remanié au XIXe siècle.

## Description
Les collections présentées sont en lien avec l'histoire de la ville de Pézenas. Il y a également de belles collections d'armoires languedociennes ainsi que diverses pièces de mobiliers, une suite de tapisseries d'Aubusson relatant l'histoire d'Alexandre, ainsi que des souvenirs locaux de Molière.
Une souscription nationale a permis d'acquérir, en 2009, le « fauteuil de Molière », cathèdre qui proviendrait de l'échoppe du barbier Gély.
On notera aussi un tableau sur bois de Nicolas Bertin, peintre français du XVIIIe siècle, représentant Apollon et les Muses provenant des anciennes collections des princes de Conti.

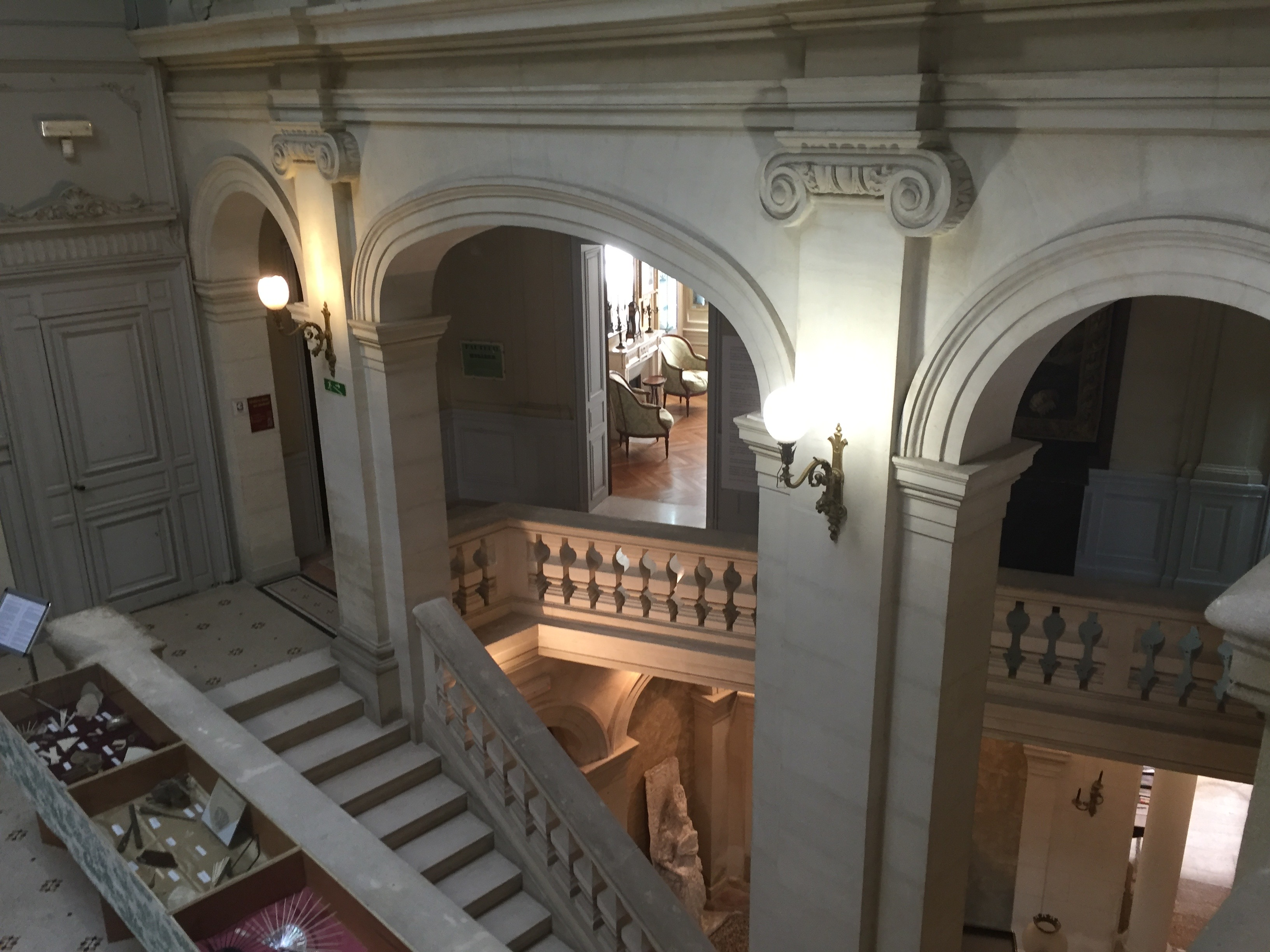
Intérieur du musée.
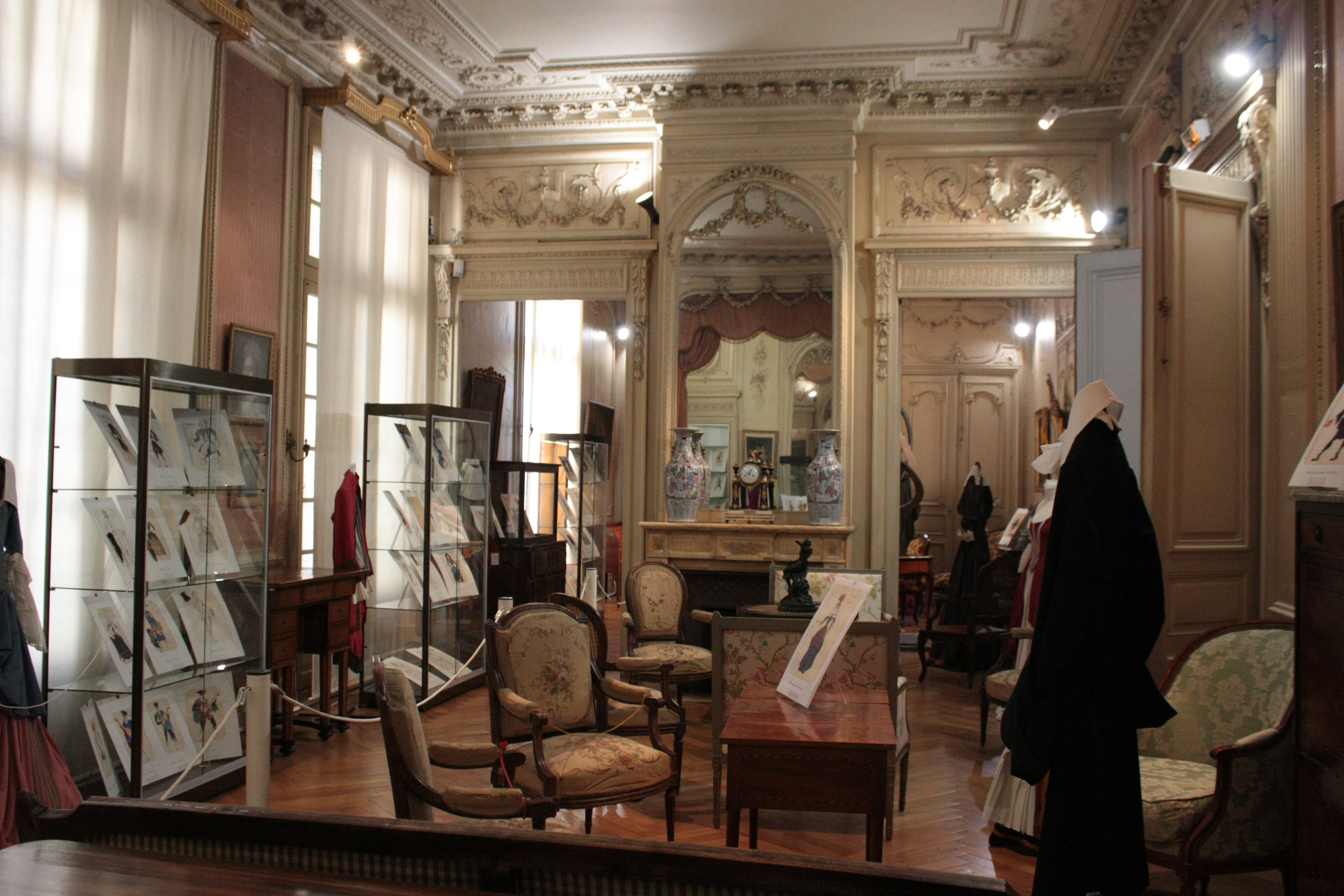
Une des salles d'exposition.

## Collections

### Peintures
- Apollon et les Muses de Nicolas Bertin
- Choc de cavalerie de Jacques Gamelin
- plusieurs œuvres de Jean Pillement
- Portrait de Charles Ponsonailhe, 1884, de Frère Marie Yvien
- Portrait de la Comtesse de Saint Germain de Marie Lucas-Robiquet
- Portrait de la Baronne de Vulliod de Marie Lucas-Robiquet
- Portrait du Baron de Vulliod de Marie Lucas-Robiquet
- Boire un petit coup, 1919, de Robert Delétang
- plusieurs paysages, natures mortes et peintures orientales d'Émile Beaume

Toutes ces œuvres sont accompagnées de peintures et de gravures des XVIIIe et XIXe siècles d'anonymes.

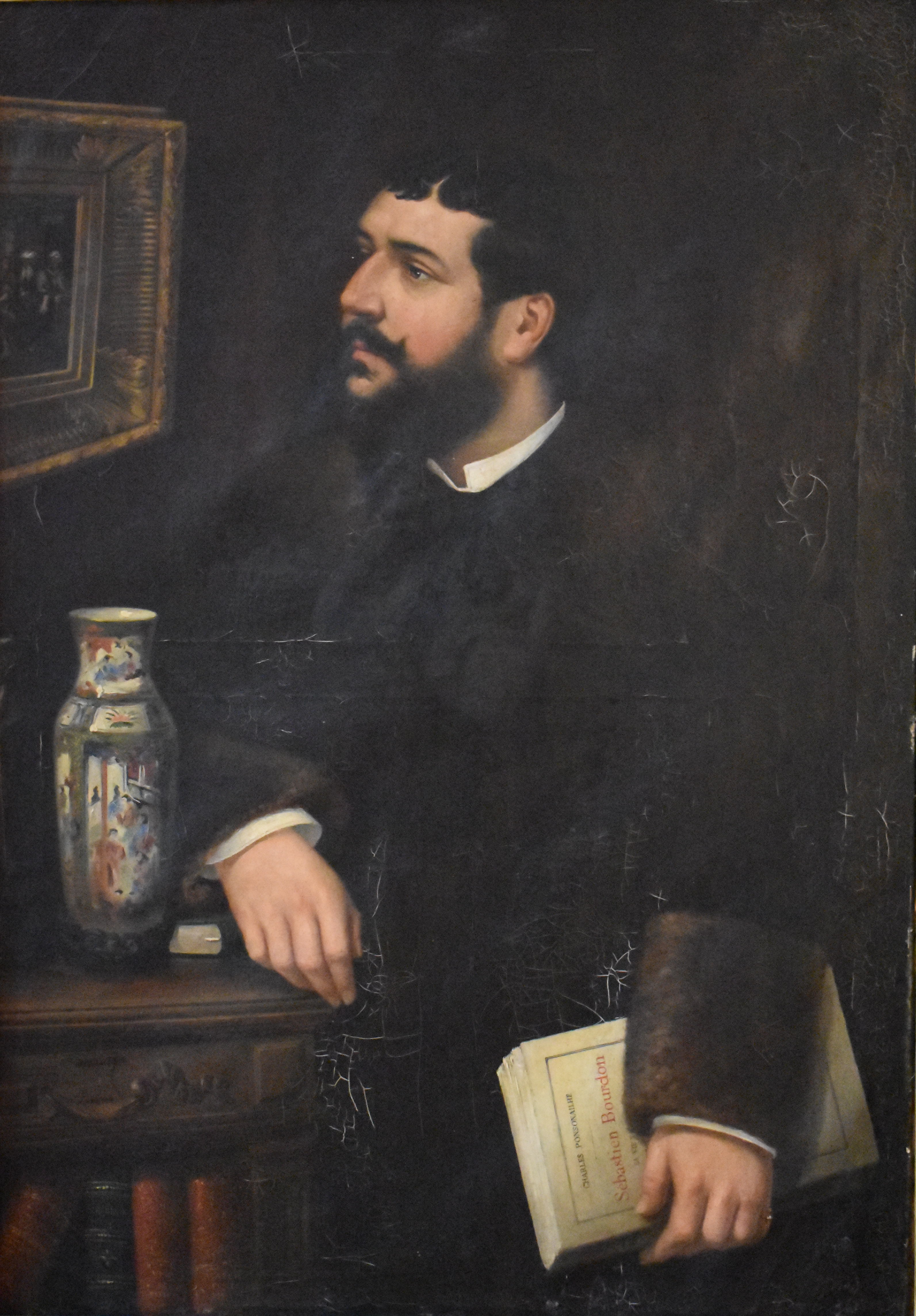
Portrait de Charles Ponsonailhe, 1884, Frère Marie Yvien.
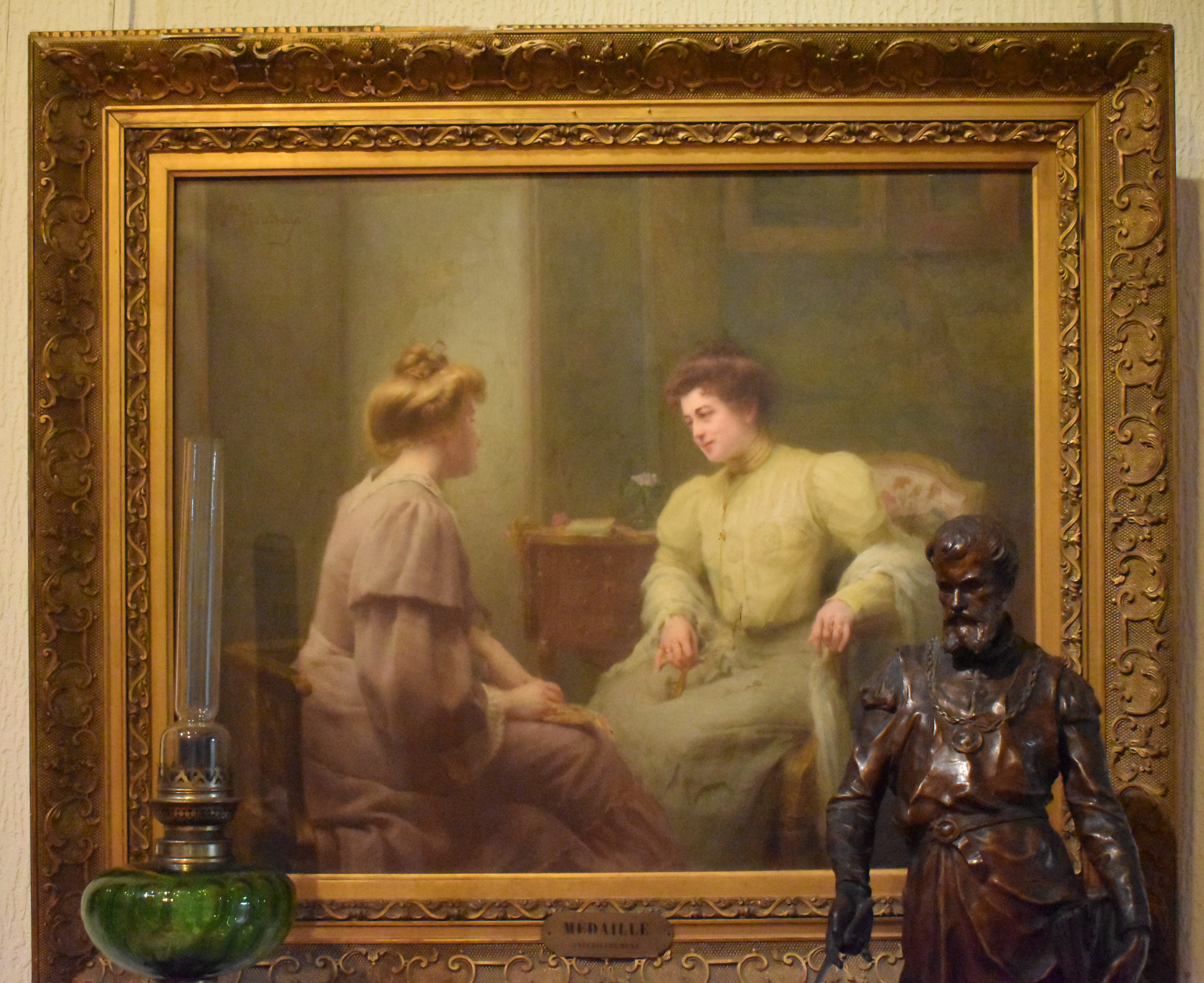
Tableau de Joséphine Houssay.
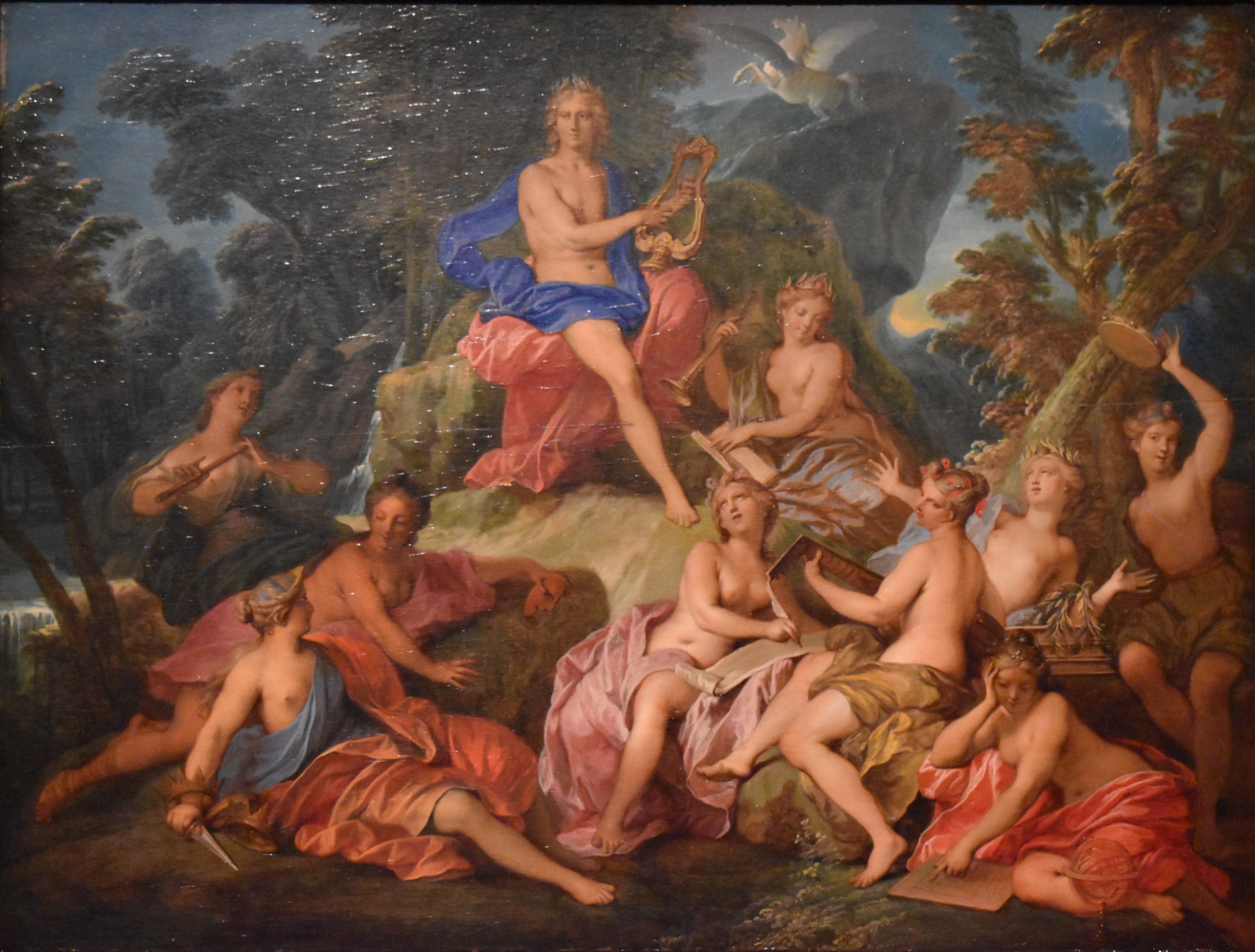
Apollon et les Muses, Nicolas Bertin.
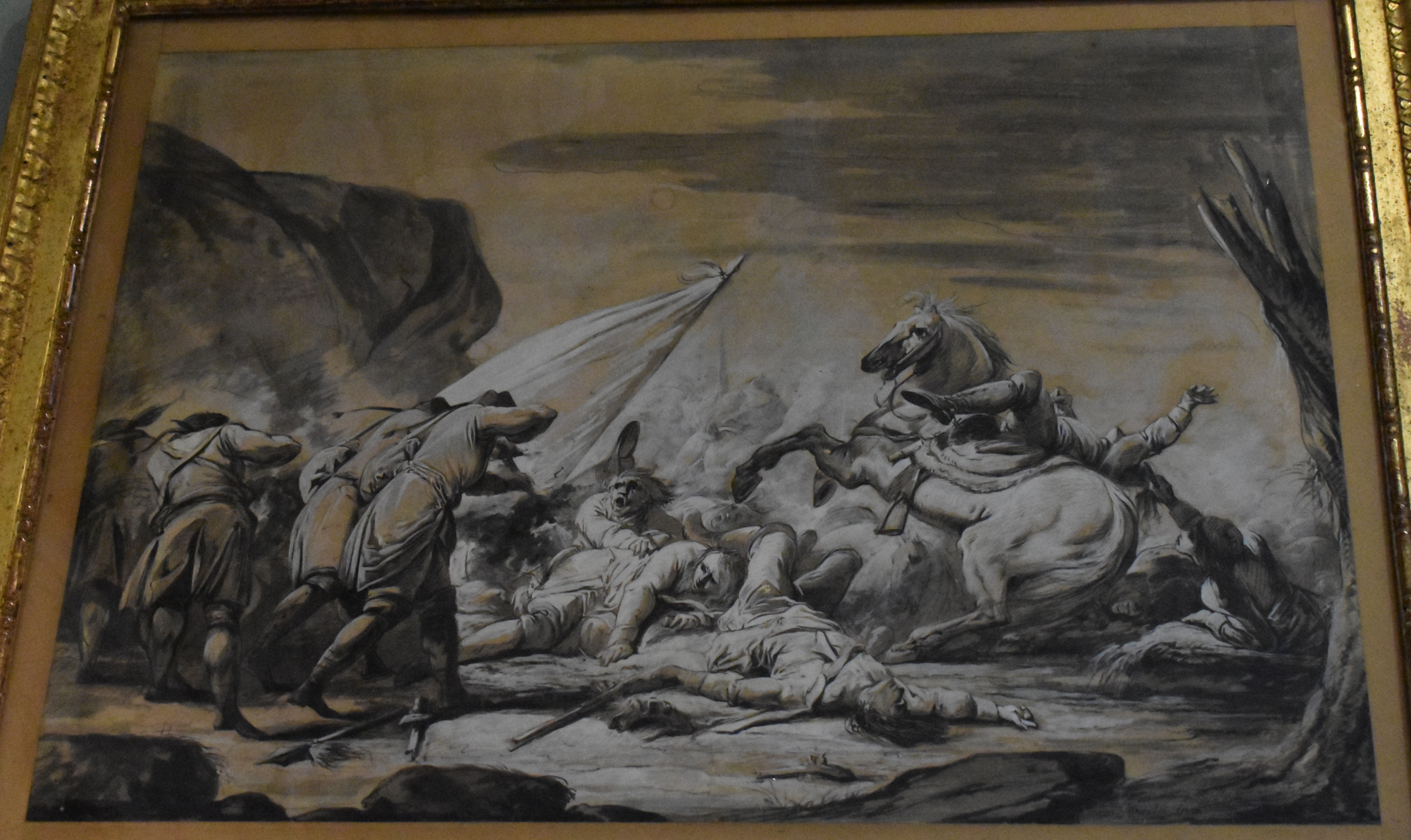
Choc de cavalerie, Jacques Gamelin.

### Sculptures
- Buste de Molière, 1773, de Jean-Antoine Houdon
- André Vésale de Émile Picault
- La Vigne de Jacques Villeneuve
- Bacchus enfant de Jacques Villeneuve
- Monument à Molière, années 1890, maquette en plâtre de Jean-Antoine Injalbert
- Buste de Charles Ponsonailhe, de Jean-Antoine Injalbert
- Buste du Père Emmanuel d'Alzon (1810-1880), terre cuite par Eugène d'Astanières

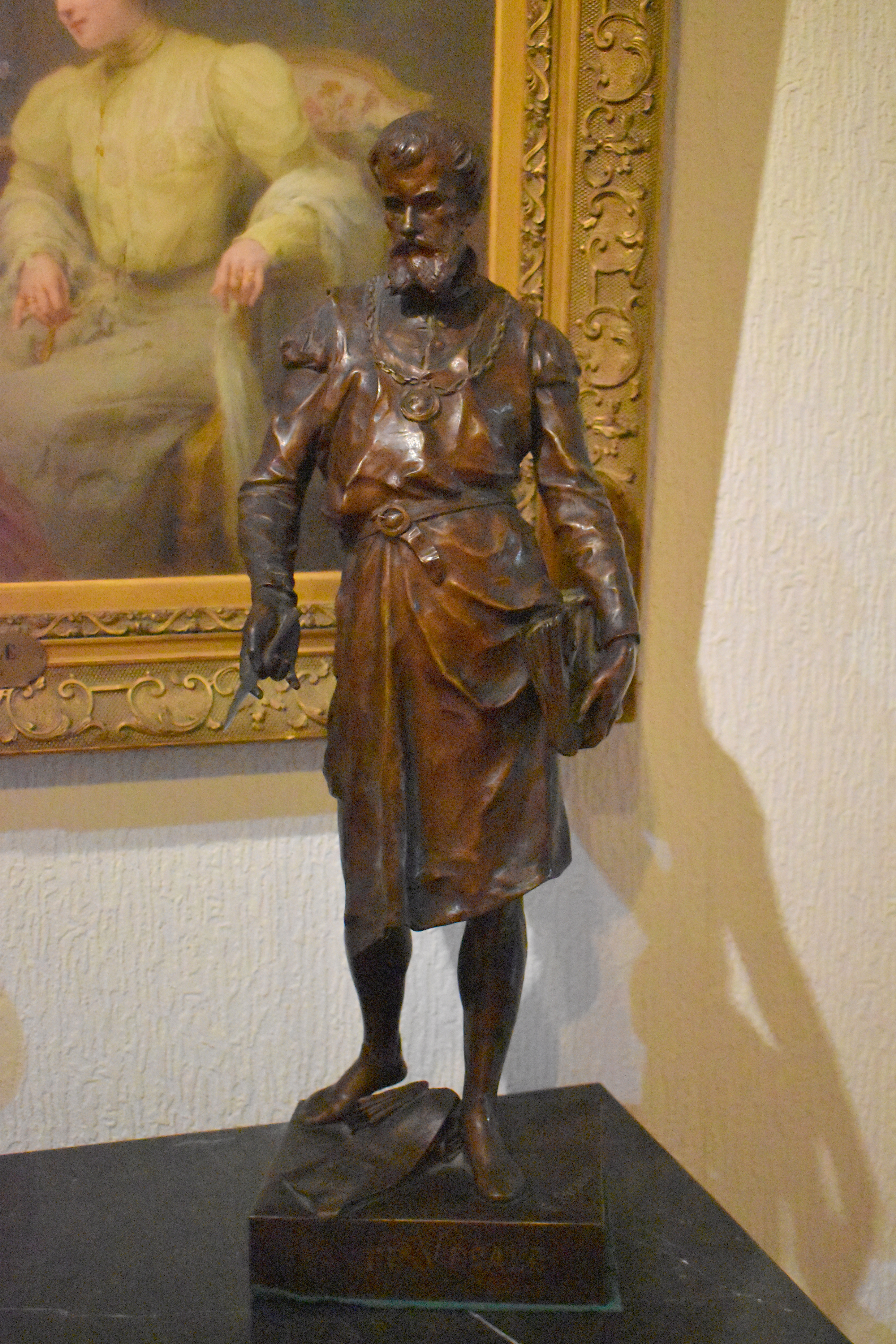
André Vésale, Émile Picault.
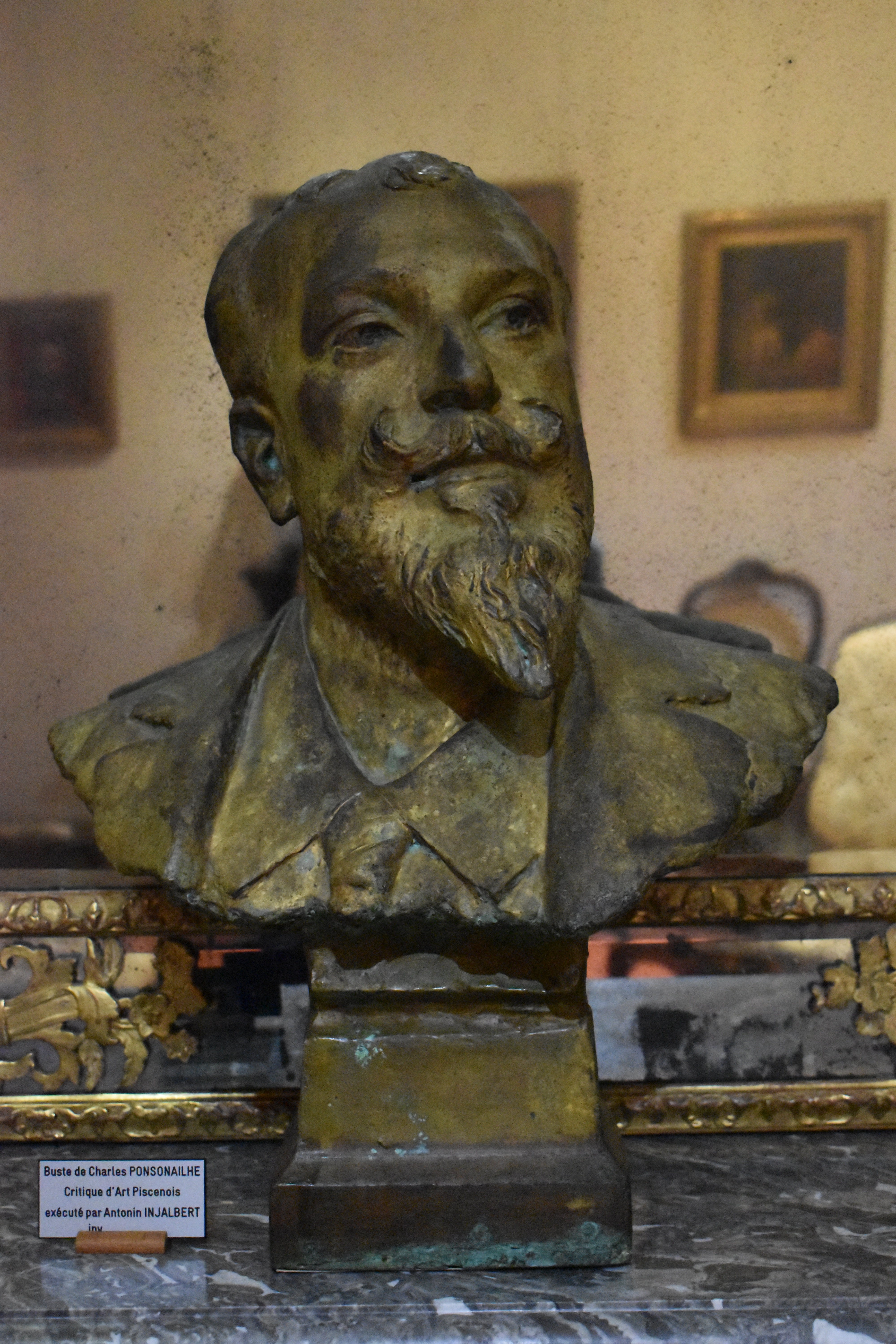
Buste de Charles Ponsonailhe, Jean-Antoine Injalbert.
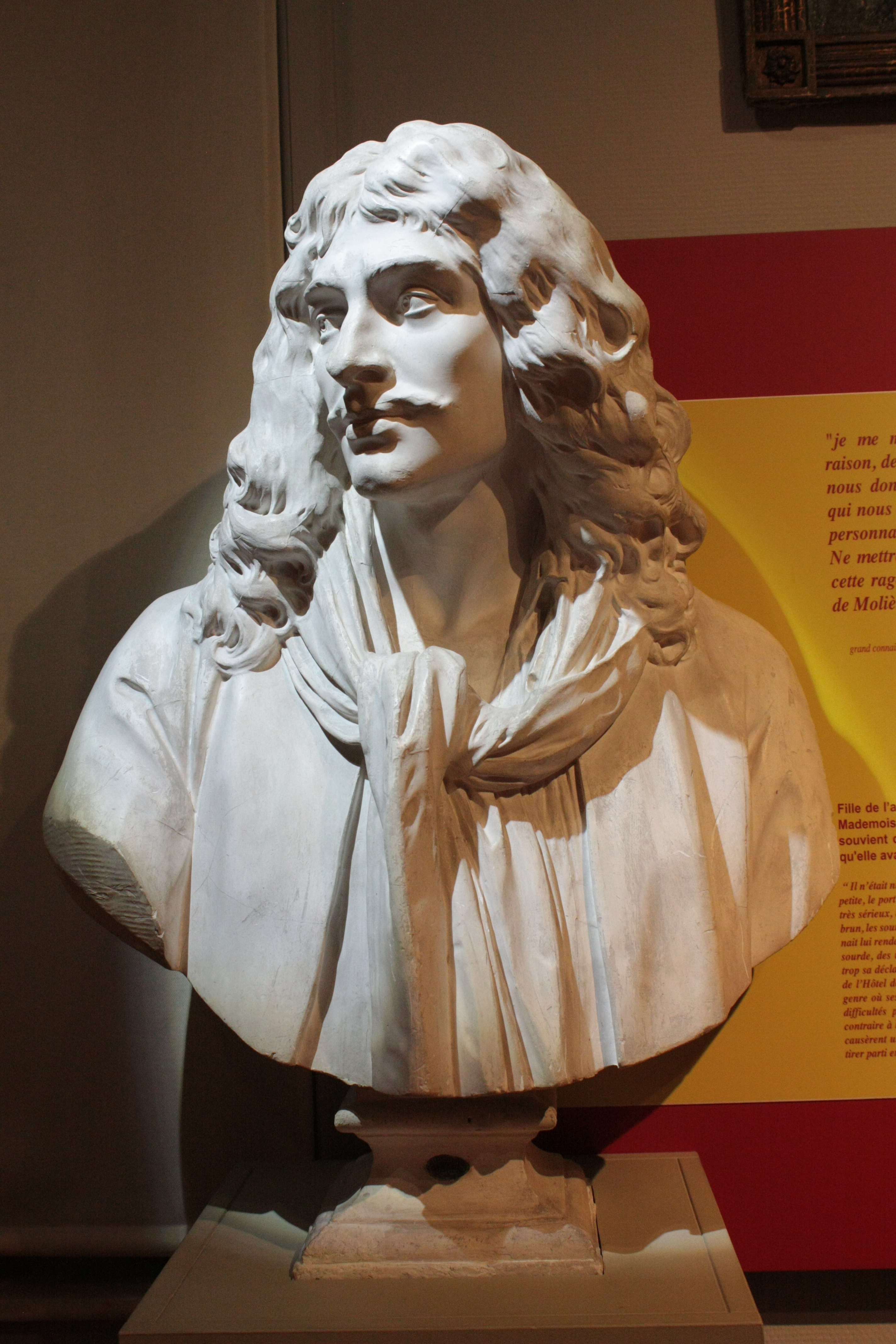
Buste de Molière, 1773, Jean-Antoine Houdon.
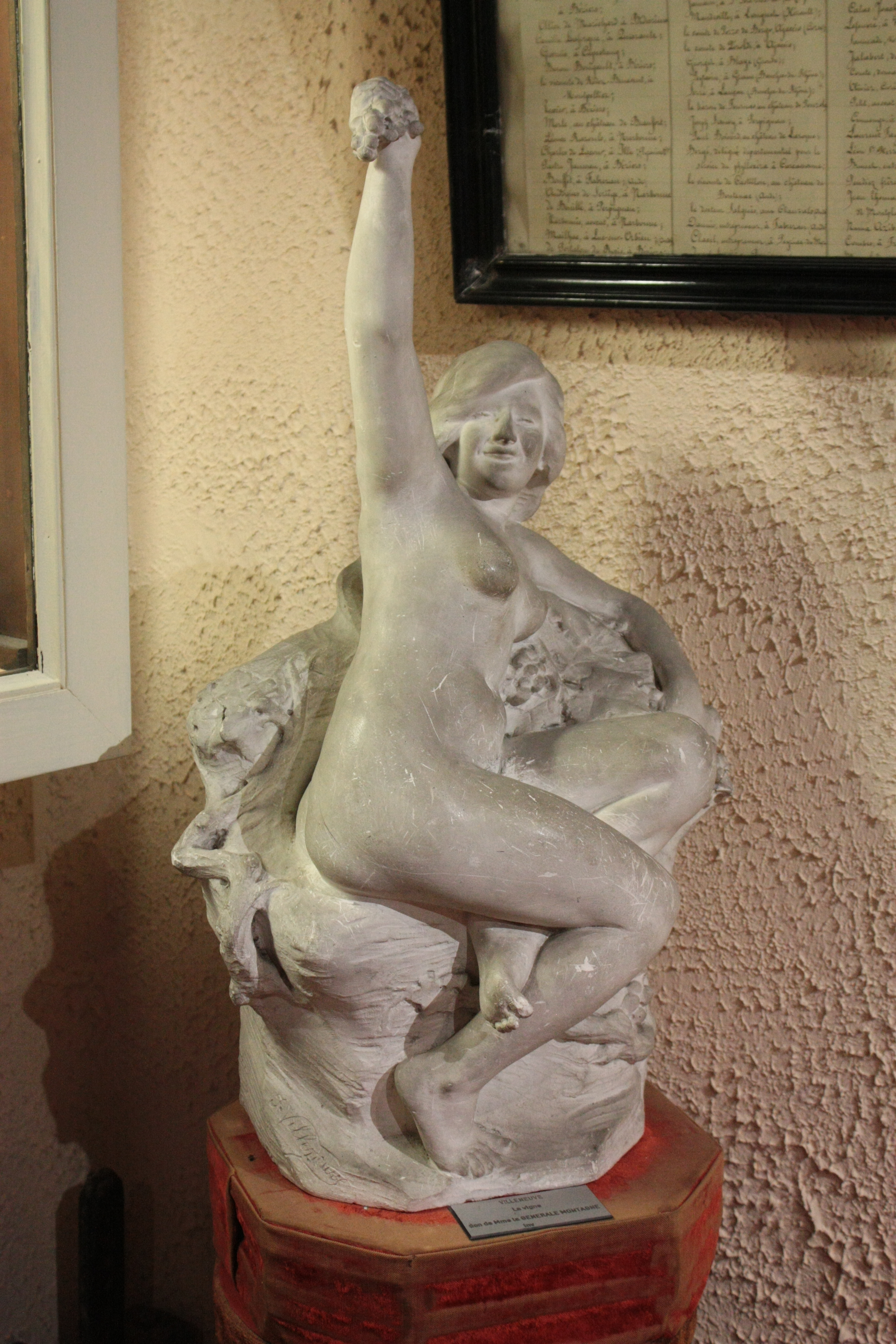
La Vigne de Jacques Villeneuve.

### Tapisseries
Cinq grandes tapisseries d'Aubusson du XVIIe siècle représentant les exploits d'Alexandre le Grand sont exposées dans la grande salle :
- Entrée triomphale d'Alexandre dans Babylone
- Les reines de Perse aux pieds d'Alexandre
- Alexandre et Porus blessé
- Alexandre à la bataille d'Arbelle
- Alexandre domptant Bucéphale

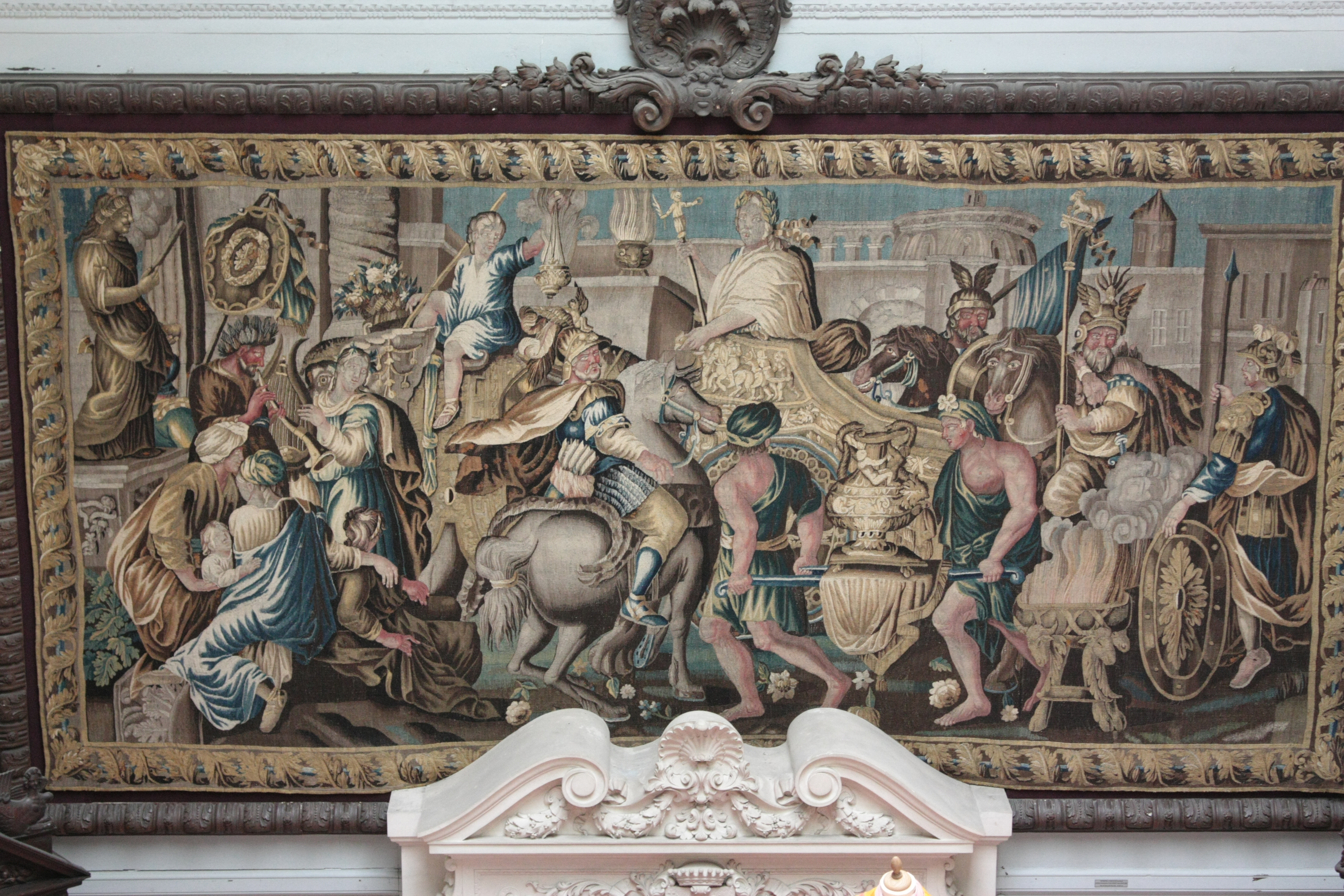
Entrée triomphale d'Alexandre dans Babylone.
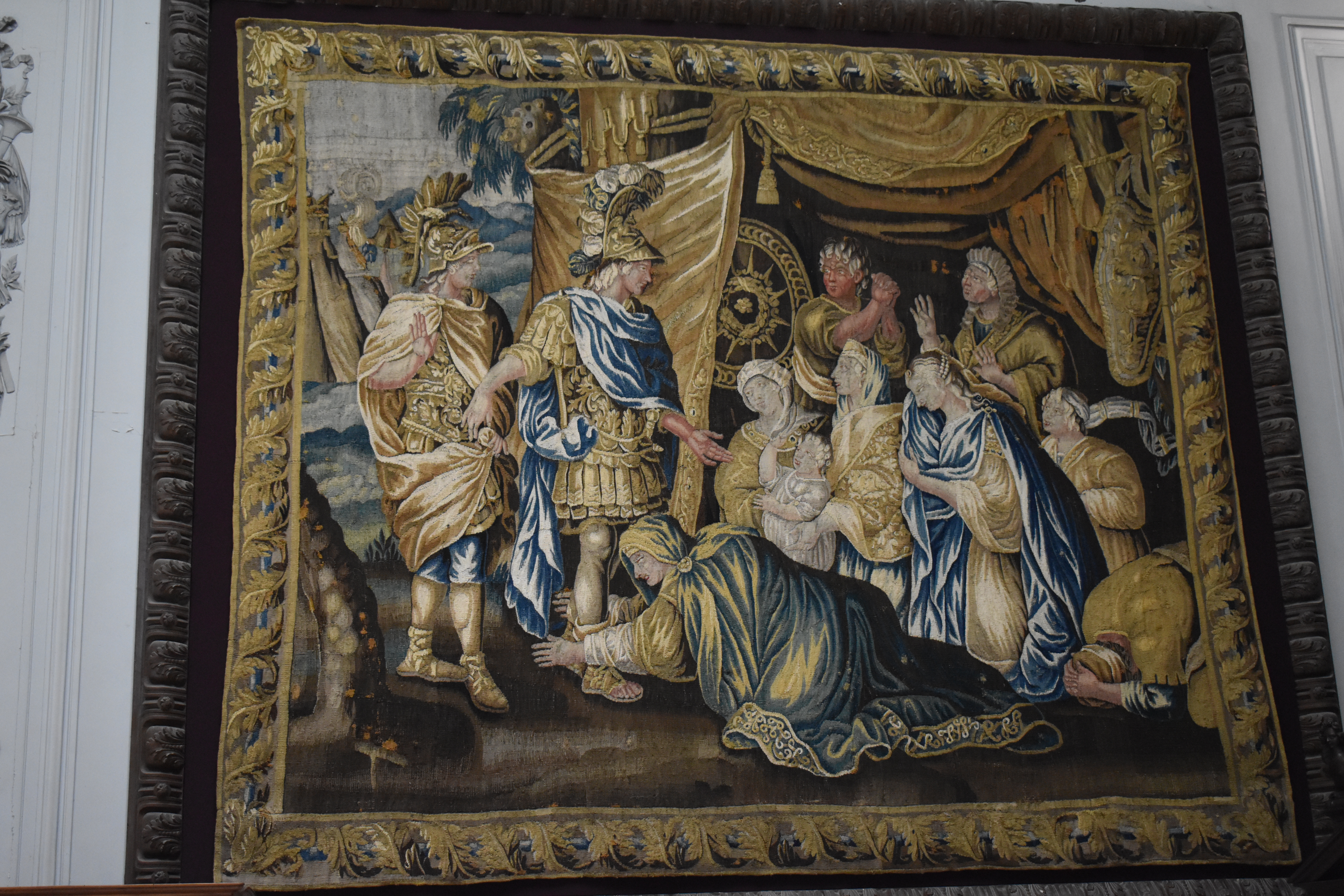
Les reines de Perse aux pieds d'Alexandre.
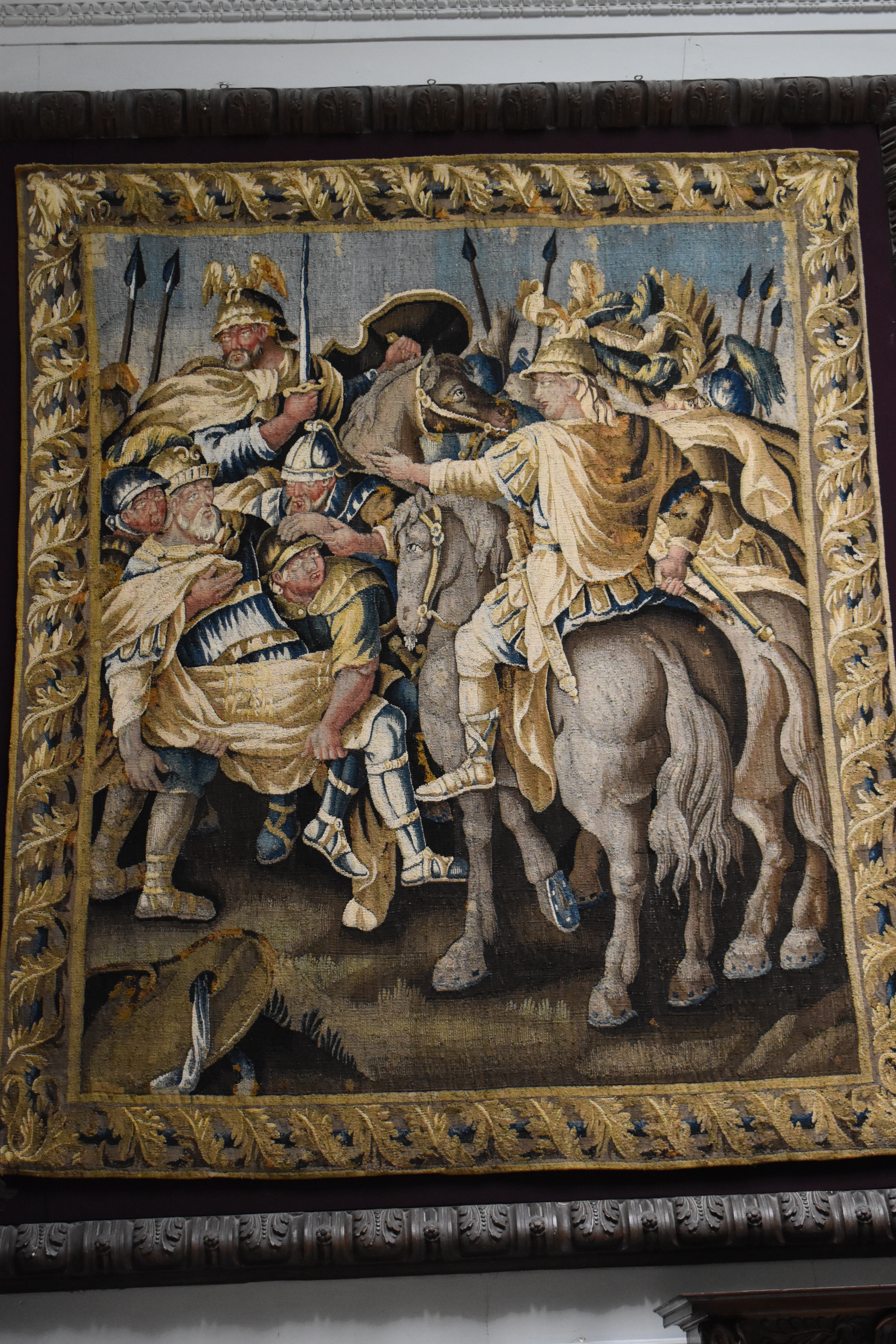
Alexandre et Porus blessé.
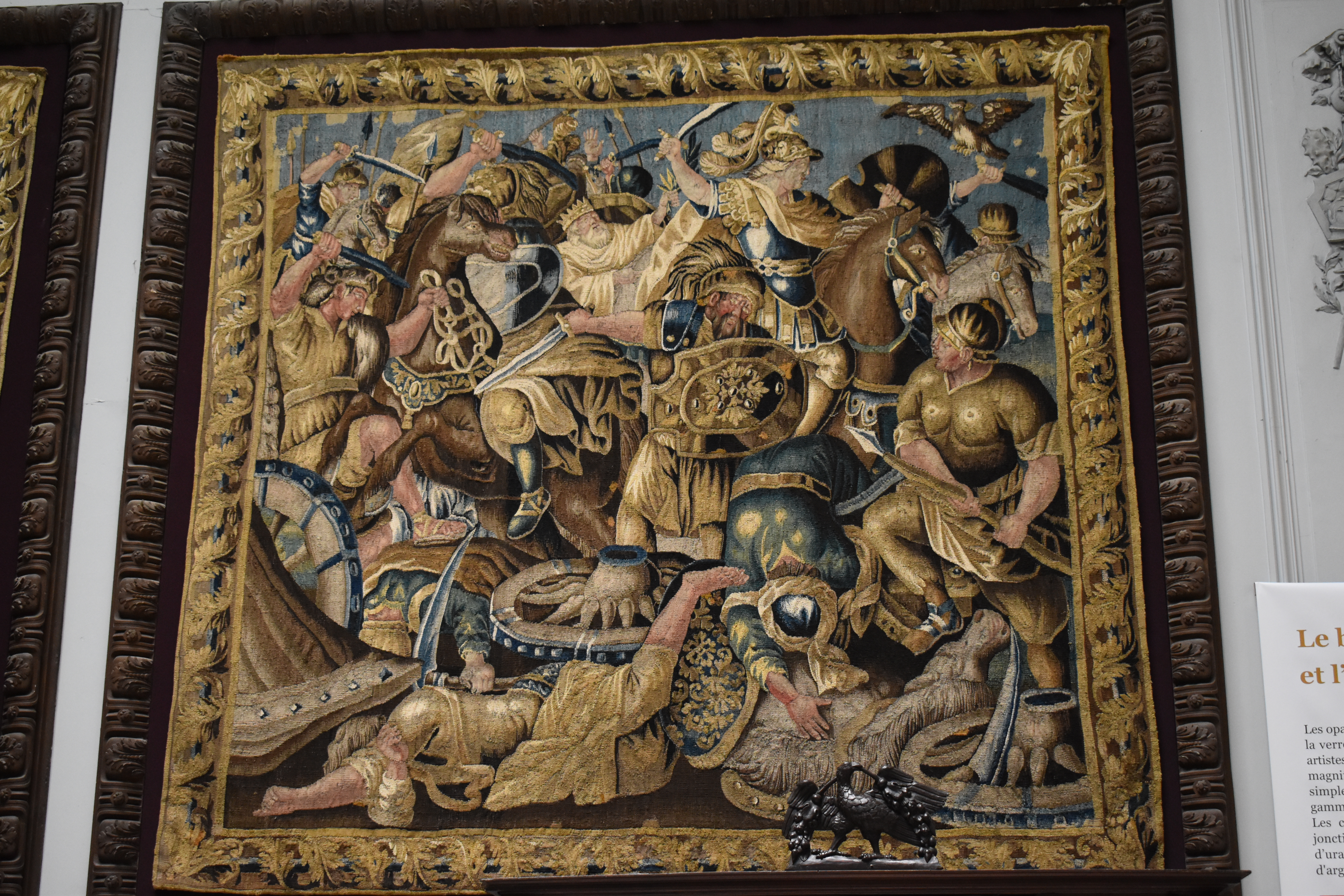
Alexandre à la bataille d'Arbelle.
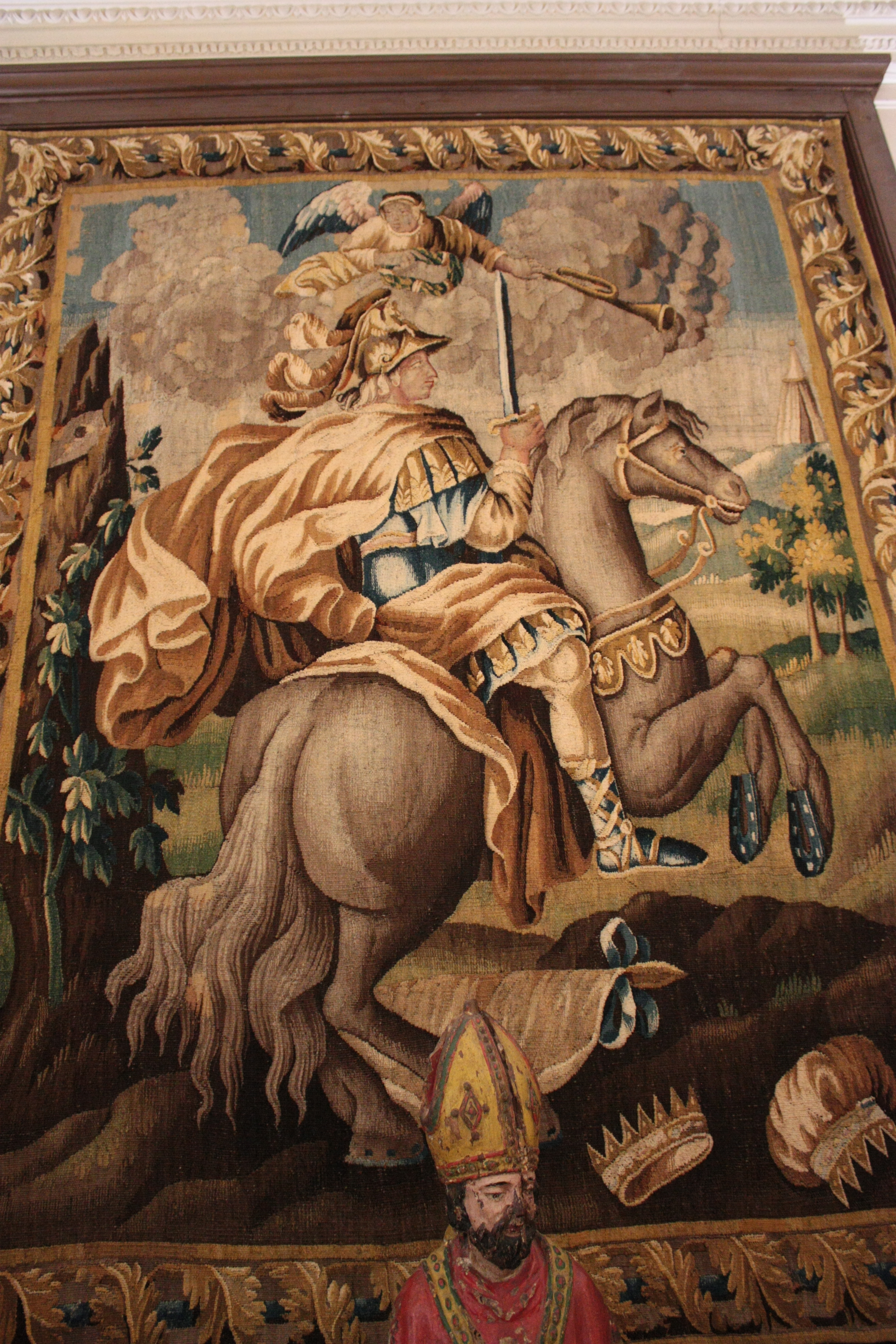
Alexandre domptant Bucéphale.

### Mobiliers
- Le fauteuil de Molière
- Plusieurs armoires du Languedoc datant des XVIe et XVIIe siècles et classées aux monuments historiques.

## Expositions temporaires
- Gérard Calvet, Prémices d'une oeuvre, du 3 mai au 3 novembre 2024

- Colette Richarme, une peintre dans le siècle, du 12 mai au 5 novembre 2023
- Le beau et l’utile. Opalines du XIXe siècle, du 5 juin au 29 août 2021[4]
- Exposition Hommage à André Belzon, peintre, sculpteur, poète, du 5 juin au 29 août 2021
- Les Faïenceries du midi du 17 au 20ème siècle : Marseille, Montpellier, Moustiers, du 18 mai au 29 septembre 2019
- 10 ans de dons et acquisitions au musée, du 1er mars au 1er avril 2019
- Molière en ses costumes de Jean Vilar à Christian Lacroix, du 18 mai au 4 novembre 2018
- Les arts de la Table, du 19 mai au 12 novembre 2017
- Éventail : Élégance et Utilité, du 20 mai 2016 au 29 octobre 2016
- Exposition Edmond Charlot, du 16 mai au 1er novembre 2015
- Terres d’Oc, poteries d’usage et de prestige, du 21 juin au 2 novembre 2014
- Des Couleurs de Mode, du 16 avril au 3 novembre 2013
- Les Étains médicaux et hospitaliers du Docteur Patrice Borel, du 15 avril au 15 novembre 2012
- Exposition Jean-Baptiste Pillement (1728-1808), en 2011
- Exposition Hommage à Louis Paulhan, en 2010
- Exposition Molière dans un fauteuil, du 4 juin au 15 Novembre 2009
- Le Musicien et l’oiseau, du 28 Juin au 10 Novembre 2008
- Émile-Marie Beaume (1888-1967) : un parfum d’Afrique et d’Orient, de juillet à octobre 2007[4]